# Michael Goldberg
Pour les articles homonymes, voir Goldberg.
Michael Goldberg, né à New York (États-Unis) le 24 décembre 1924 et mort dans cette ville le 30 décembre 2007, est un artiste peintre et artiste graphique américain.
Il est l'un des principaux représentants de la deuxième génération d'expressionnistes abstraits américains.

## Biographie
Michael Goldberg étudie à la Art Students League de New York de 1938 à 1942 et, après la Seconde Guerre mondiale, de 1946 à 1951, chez, entre autres, Hans Hofmann et José de Creeft. En plus de ces professeurs, son développement artistique et également influencé par Robert Matta et Arshile Gorky. Willem de Kooning et son jeu de couleurs expressif donnent une empreinte décisive à son art. Son art attire l'attention internationale dans les années 1950. En 1959, il participe à la documenta 2 à Cassel.